# 학동·증심사입구역
학동·증심사입구역(Hakdong·Jeungsimsa station, 鶴洞·證心寺入口驛)은 대한민국 광주광역시 동구 학동에 있는 광주 도시철도 1호선의 지하철역이다. 역사 내에 환경을 주제로 한 환경테마관이 있다. 증심사천 하저터널로 소태역과 연결된다.

## 역명에 대한 분쟁
2004년 개통 당시 이 역은 증심사입구(학동삼거리)역(證心寺入口(鶴洞삼거리)驛)이라는 역명으로 영업하였는데, 인근 학동 주민들의 반발과 함께 역에서 4km 이상 떨어진 증심사를 주 역명으로 쓰는 것이 부적절하다는 여론이 형성되었다. 그 후 지역 종교계와 시민간의 갈등이 거세지자 절충안으로 2006년 현재의 학동·증심사입구역으로 역명이 바뀌었다.

## 역 구조
2면 2선의 상대식 승강장이 있는 지하역이다. 스크린도어가 설치되어 있다.

### 승강장
| 소태 ↑   |
| \| 상    |
| ↓ 남광주 |

| 상행 | ● 광주 도시철도 1호선 | 소태・녹동 방면           |
| 하행 | ● 광주 도시철도 1호선 | 상무・광주송정・평동 방면 |

- 대합실을 통해 반대편 승강장으로 이동이 가능하다.

## 역 주변
- 증심사
- 숭의과학기술고등학교
- 백화아파트
- 학동주민센터
- 동구청소년수련관
- 학운119안전센터
- 신한은행 학동지점
- 천지안한의원
- 동부경찰서 무등지구대
- 학2마을아파트
- 학동 행정복지센터
- 방림2동 행정복지센터
- 수정교회
- 학운동 행정복지센터
- 아남아파트
- 학동무등파크아파트
- 광주은행 학운동지점
- 조선대학교 부속고등학교
- 평화맨션
- 삼익새라믹맨션
- 롯데리아
- 지원동우체국
- 목화예식장
- KB증권 남광주지점
- 최춘산부인과의원
- 서정치과

## 승차량 변동
2006년까지의 양은 홈페이지를 통해 공개된 바는 없다.
| 역 노선 | 승차 인원 | 승차 인원 | 승차 인원 | 승차 인원 | 승차 인원 | 승차 인원 | 승차 인원 | 승차 인원 | 승차 인원 | 승차 인원 | 승차 인원 |
| 역 노선 | 2007년    | 2008년    | 2009년    | 2010년    | 2011년    | 2012년    | 2013년    | 2014년    | 2015년    | 2016년    | 2017년    |
| ------- | --------- | --------- | --------- | --------- | --------- | --------- | --------- | --------- | --------- | --------- | --------- |
| 1호선   | 2053      | 1989      | 1940      | 1910      | 1979      | 2190      | 2237      | 2218      | 2265      | 2280      | 2260      |

## 인접한 역
| 광주 도시철도 1호선 | 광주 도시철도 1호선   | 광주 도시철도 1호선  |
| ------------------- | --------------------- | -------------------- |
| 101 소태 녹동 방면  | ● 광주 도시철도 1호선 | 103 남광주 평동 방면 |

## 같이 보기
- 광주 도시철도